# Hydroporus jurjurensis
Hydroporus jurjurensis är en skalbaggsart som beskrevs av Régimbart 1895. Hydroporus jurjurensis ingår i släktet Hydroporus och familjen dykare. Inga underarter finns listade i Catalogue of Life.